# Sueño Latino
Sueño Latino est un groupe italien de musique électronique.

## Histoire
Le single éponyme de Sueño Latino, produit en 1989 à Bologne par Riccardo Persi, Claudio Collino et Andrea Gemolotto, s'articule autour d'un sample de E2-E4 de Manuel Göttsching, et est accompagné de voix féminines sensuelles. L'oiseau dont on entend le chant dans le morceau est un huard. Désormais considéré comme un classique de l'Italo house et d'un certain courant « baléarique », Sueño Latino a eu autant de succès dans les clubs d'Ibiza que dans le contexte des raves et atteint la 47e place des charts britanniques. Le morceau est également remixé par Derrick May, Carl Craig et le Bushwacka,.
En 1990, Gemolotto et Collino écrivent Ultimo Imperio avec Atahualpa. Dans les années 1990, Sueño Latino sort d'autres singles destinés à passer inaperçus.

## Discographie

### Singles
- 1989 : Luxuria
- 1989 : Sueño Latino
- 1991 : La Puerta del sol
- 1996 : Viciosa (avec Valeria Vix)
- 1996 : Noche Diva (avec Valeria Vix)
- 1997 : Sueño Latino 97
- 1997 : El Tigre (avec Valeria Vix)